# 中馬弘毅

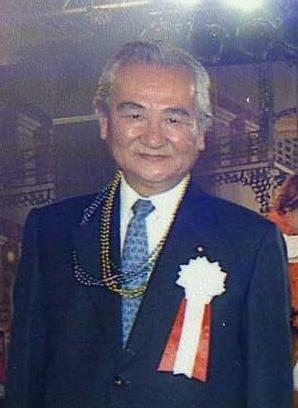
2006年

中馬 弘毅（ちゅうま こうき、1936年〈昭和11年〉10月8日 - ）は、日本の政治家。衆議院議員（9期）、内閣府特命担当大臣（規制改革担当）、国土交通副大臣（第1次小泉改造内閣）等を歴任した。2013年4月、旭日大綬章を受章。
父は元大阪市長の中馬馨。

## 概要
大阪市天王寺区生まれ。本籍は父の郷里、宮崎県西都市。
父・馨が大阪市政に携わり市民派として大阪市長を歴任したこともあり、政治を志して都市政策、地方自治法の改正をライフワークとする。
1976年12月、衆議院議員初当選。1984年11月、環境政務次官。1990年2月、自治政務次官。1999年10月、運輸総括政務次官（副大臣）。
2002年10月国土交通副大臣。構造改革の総仕上げである第3次小泉改造内閣で内閣府特命担当大臣（規制改革担当）に就任する。
現在は［日本アジア医療福祉協同組合］の代表理事と［ＮＰＯ法人 大阪ユネスコ協会］会長とを兼務

## 来歴・人物

### 出生から会社員時代まで
大阪府大阪市天王寺区に生まれた。本籍は父の郷里、宮崎県西都市。幼少より宮崎に帰省すること多く、戦争中は疎開で三納小学校に通う。
戦後、大阪に戻り大阪学芸大学附属池田中学校、大阪府立北野高等学校を経て東京大学経済学部に進むも常に山岳部に所属して昆虫採集や山登り、スキーなど自然の中で青春を謳歌した。
1961年3月東京大学を卒業。同年4月住友重機械工業に入社。1967年1月経済企画庁調査局部員出向（～69年7月）。1972年11月住友重機械工業退社。

### 政治家として
1976年、第34回衆議院議員総選挙に新自由クラブ公認で旧大阪府第6区（定数3）から出馬し、同区トップで初当選（当選同期に愛知和男・鳩山邦夫・中村喜四郎・中島衛・西田司・池田行彦・堀内光雄・相澤英之・津島雄二・鹿野道彦・塚原俊平・中西啓介・与謝野馨・渡辺秀央・中川秀直・甘利正など）。1979年の第35回衆議院議員総選挙では落選したが、1980年の第36回衆議院議員総選挙で返り咲いた。1986年の第38回衆議院議員総選挙で再び落選。新自由クラブ解党後、1990年の第39回衆議院議員総選挙では無所属で旧大阪6区から出馬し、国政に復帰した。その後自由民主党に入党し、1993年の第40回衆議院議員総選挙では自民党公認で出馬し、5選。自民党では宏池会（宮澤喜一派）に入会。1995年、「地方分権推進に関する国会決議」を衆議院本会議場で読み上げる。1993年の細川護煕首相（元熊本県知事）の就任以降、地方分権が国政の課題になる中で、日本の道州制論議が高まった。
1996年の第41回衆議院議員総選挙では、小選挙区比例代表並立制の導入に伴い新設された大阪府第1区から出馬し、6選。1998年、河野洋平元自由民主党総裁が宏池会を離脱し、大勇会（河野グループ）を結成した際は、これに参加した。2000年、横山ノックの辞任に伴う大阪府知事選挙に出馬する意向をいったんは表明したものの、自民党が元通産官僚の太田房江を公明・民主3党相乗りで推薦したため、立候補を断念し、自民党大阪府連会長を引責辞任した。
2002年、第1次小泉改造内閣で国土交通副大臣に就任。2005年10月、内閣府特命担当大臣（規制改革担当）任命され、当選9回にして初入閣し、併せて行政改革担当、地域再生・構造改革特区担当の国務大臣も兼任した。在任中は地方分権の延長線上にある国家公務員制度改革等の行政改革を推し進め、国家公務員改革基本法の基本方針の決定に尽力した。2007年12月、日朝国交正常化を目指す議員連盟「自由民主党朝鮮半島問題小委員会」の立ち上げに参加し、同議連の顧問に就任。
2009年の第45回衆議院議員総選挙に10回目の当選を目指して出馬したが、民主党新人の熊田篤嗣に敗れ、落選した。2011年9月、自民党大阪府連が実施した大阪1区の候補者公募に応募したが、落選。自民党からの衆院選出馬を断念し2012年12月3日付で離党。翌日公示の第46回衆議院議員総選挙には大阪1区から無所属で出馬したが、立候補者6人中得票数4位で落選。
その後、2013年1月1日に自身のホームページで「これまでの政治活動に区切りをつける」と発表した。
2021年10月の第49回衆議院議員総選挙では、中馬の元秘書の子息にあたる遠藤良太（日本維新の会兵庫5区立候補者）を支援した。

## 政策・主張
- 選択的夫婦別姓制度の導入に賛成[6]。
- 父・中馬馨は元大阪市長であり、弘毅自身も地方自治をライフワークにし、地方分権や道州制の問題に取り組んでいた。

## 発言
- 2009年6月、自民党大阪府連の会合で公務員制度改革について言及した際、「悪いことをするのはノンキャリアだ。出世できないから、職場で、法律違反を行う。キャリア（上級職）は、そういうことには手を染めない」とキャリア官僚を擁護し、下級職に問題があるともとれる発言をした[7]。

## 政治資金問題
- 2002年に、大阪府内選出の国会議員らが代表を務める自民党の大阪府内の政党支部のうち、中馬が代表を務めている支部を含む21支部が暴力団が経営に関与するとされる同府内の企業25社から献金を受けていた事実が判明した[8]。

## 所属していた団体・議員連盟
- 自由民主党遊技業振興議員連盟（会長）
- 自由民主党朝鮮半島問題小委員会（顧問）
- 神道政治連盟国会議員懇談会
- 例外的に夫婦の別姓を実現させる会